# 諧波 (電力)

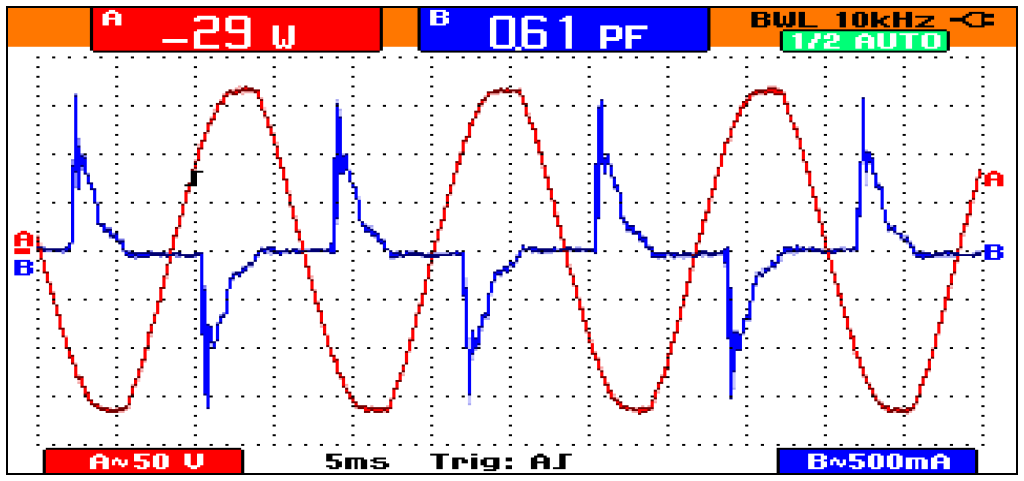
一体式荧光灯有使用整流器電路，屬於非線性負載。圖中的電流（紅色波形）已有明顯的畸變

電力系統中的諧波是指電壓或是電流的頻率是系統基頻的倍數（諧波）。諧波一般是因為非線性元件或是負載所產生（例如整流器、螢光燈管或是磁飽和的磁性元件）。電網中的諧波是電力品質中常見的問題。電廠的諧波會造成設備以及導線額外的發熱、可能會讓閘流體整流模組誤觸發（misfiring），或者造成馬達的轉矩脈動。
諧波一般會用二種不同的方式分類：信號的種類（電流、電壓），以及諧波的次數（奇次、偶次、三次、或是非三次的奇次）。若是三相系統，還可以依照其相序來分類：正序、負序以及零序。

## 電流諧波
在交流電源系統，電壓會是固定頻率（例如50Hz或60Hz）的弦波。若電源系統接的負載是線性非時變負載，其抽取的電流也是弦波，頻率和電源電壓的頻率相同（不過可能會有相位差）:2
電流諧波是因為非線性負載所造成。非線性負載（例如整流器）所抽取的電流就不一定是弦波了。依照負載種類的不同，以及負載和系統其他元件之間的交互作用，其電流波形的畸變（和弦波差異的程度）可能會相當複雜。不過不管電流波形多複雜，可以用傅里叶级数變換將複雜的波形分解為一系統的簡單弦波，最低頻率是電源的頻率（基頻），其他頻率則是基頻的整數倍。
在電力工程學中的諧波定義是基頻的整數倍，因此三次諧波就是頻率為三倍基頻的諧波。

## 電壓諧波
大部份的電壓諧波是由電流諧波而產生的。因為存在電源阻抗，電流諧波也會讓電壓源提供的電壓出現變形。若電壓源的阻抗很小，電流諧波所造成的電壓諧波也會很小。一般來說的電壓諧波也的確小於電流諧波，因此，電壓波形就可以用基頻電壓來近似，若以此方式近似，電流諧波不會影響傳送到負載的實功。不過若將電壓的高次諧波也考慮進來，電流諧波就會影響傳送到負載的實功。

## 延伸閱讀
- Sankaran, C. . Electrical Construction and Maintenance Magazine. Penton Media, Inc. 1995-10-01  [2008-09-05]. （原始内容存档于2012-02-13）.